# Centro Nacional de Tiro
El Centro Nacional de Tiro es el nombre que recibe una instalación deportiva localizada en Deodoro, en la ciudad de Río de Janeiro al sur de Brasil. También es conocida alternativamente como Centro Olímpico de Tiro pues fue utilizada durante los Juegos Olímpicos de Río de Janeiro 2016. Aunque fue abierta en 2006 fue más tarde modernizada para adecuarla a la exigencias de la olímpiadas de Verano y los Juegos Paralímpicos.